# Disordini in Nigeria del luglio 2009

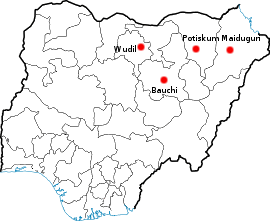
Le città protagoniste dei disordini.

I disordini in Nigeria del luglio 2009 furono una serie di conflitti armati tra la setta religiosa fondamentalista islamica Boko Haram e le forze di sicurezza nigeriane. Il risultato delle violenze fu la morte di più di 700 persone, tra il 26 e il 29 luglio, principalmente in quattro centri abitati del Nord-Est del Paese.
La battaglia iniziò il 26 luglio con l'attacco a una stazione di polizia da parte di una frangia Boko Haram come rappresaglia all'arresto dei capi della setta. Nei tre giorni che seguirono, la polizia nazionale nigeriana applicò una rigida risposta alla lotta armata della setta, lasciando a terra centinaia di morti, ma al contempo, subendo le violenze della setta verso i civili e gli agenti dell'ordine, nonché l'incendio di diverse stazioni di polizia. Il 28 luglio, le truppe nigeriane giunsero alla casa del capo, nonché fondatore della setta, Ustaz Mohammed Yusuf, a Maiduguri, trovando all'interno anche diversi seguaci lì barricatisi.
Fu la peggiore violenza settaria che colpì il paese dal novembre 2008. Alcuni suggerirono, come alla base delle violenze, non ci fosse la religione, bensì la politica. Prima dei tre giorni di disordini molti esponenti del mondo islamico nigeriano e un funzionario dell'esercito, avvertirono le autorità nigeriane del pericolo rappresentato da Boko Haram, ma gli avvertimenti rimasero ignorati fino all'esplosione degli eventi di luglio.

## I disordini

### Potiskum
A Potiskum una intensa sparatoria ebbe luogo in una stazione di polizia tra militi Boko Haram e agenti dell'ordine per diverse ore. La centrale fu data alle fiamme e rasa al suolo grazie a dei motori carichi di materiale infiammabile usato per l'incursione; nell'incendio morirono un poliziotto e un ufficiale della sicurezza antincendio. In risposta, furono arrestate 23 persone.

### Wudil
A Wudil rimasero uccise tre persone in seguito a un attacco armato, in relazione a questo furono arrestate 33 persone coinvolte direttamente o fiancheggianti i Boko Haram. Un alto funzionario della polizia locale rimase ferito.